# Ménonval
Ménonval ist eine französische Gemeinde mit 236 Einwohnern (Stand: 1. Januar 2022) im Département Seine-Maritime in der Region Normandie. Sie gehört zum Arrondissement Dieppe, zum Kanton Neufchâtel-en-Bray und ist Mitglied des Kommunalverbands Communauté Bray-Eawy. Bis zu dessen Auflösung am 31. Dezember 2016 gehörte Ménonval zum Kommunalverband Pays Neufchâtelois. Seit März 2014 ist Michel Dehedin Bürgermeister. Die Bewohner werden Ménonvalais und Ménonvalaises genannt.

## Geographie
Ménonval ist ein kleines Bauerndorf am Ufer der Eaulne im Naturraum Pays de Bray. Es liegt 34 Kilometer südöstlich von Dieppe an der Autoroute A 28 und der Autoroute A 29.

### Nachbargemeinden
| Lucy               | Fesques            | Vatierville              |
|                    | Kompass            | Saint-Germain-sur-Eaulne |
| Neufchâtel-en-Bray | Neuville-Ferrières |                          |

## Bevölkerungsentwicklung
Die Bevölkerungsanzahl ist durch Volkszählungen seit 1793 bekannt. Die Einwohnerzahlen bis 2005 werden auf der Website der École des Hautes Études en Sciences Sociales veröffentlicht.
| Jahr | Bevölkerungsanzahl |
| ---- | ------------------ |
| 1962 | 162                |
| 1968 | 193                |
| 1975 | 164                |
| 1982 | 159                |
| 1990 | 173                |
| 1999 | 174                |
| 2006 | 185                |
| 2015 | 212                |

## Sehenswürdigkeiten
- Die Kirche Saint Nicolas stammt aus dem 13. Jahrhundert
- Es gibt die Ruine einer Burg aus der Zeit des Feudalismus.